# Dawega
Dawega (ou Daouega) est une commune située dans le département de Zoaga de la province de Boulgou dans la région du Centre-Est au Burkina Faso.